# 파시걸스
파시걸스(PoshGirls)는 2021년 8월 18일에 데뷔한 3인조 다국적 걸그룹이다.